# Зіхерман Шандор Роберт Матяшович
Ша́ндор Ро́берт Ма́тяшович Зі́херман (6 квітня 1935, Ужгород — 29 листопада 2021) — український-угорський художник, єврей за походженням.

## Біографічні відомості
У 1964 році закінчив вище художнє училище В. І. Мухіної. Займався малярством, графікою, скульптурою та керамікою.
У 1989 році переїхав на постійне проживання до Будапешту. З 1989 по 2021 жив та працював в місті Будапешт.
Помер в листопаді 2021 року 

## Творчість
Учасник понад 70 персональних виставок малярства, графіки, скульптури, медалей в Угорщині, Австрії, Німеччині, Бельгії, Франції, Данії, Португалії, США, Великій Британії, Росії та Україні.
Митець відомий, насамперед, як автор скульптурних пам’ятників, гобеленів, мозаїк, фресок, малярських полотен, графіки, а також медалей. Його твори прикрашають колекції понад двадцяти музеїв світу, серед яких Ермітаж (Росії), а також знаходяться в багатьох приватних колекціях від Сполучених Штатів Америки до Японії.

### У спілках
Член ФІДЕМ (всесвітня асоціація художників-модельєрів).
Член Спілки художників Росії з 1966 року. Член Спілки художників Угорщини (з 1989) і Товариства угорських скульпторів.